# Emmanuelle Pirotte
Emmanuelle Pirotte, née le 1er novembre 1968, est une historienne, scénariste et femme de lettres belge. Elle est la fille de Jean-Claude Pirotte.

## Biographie
Emmanuelle Pirotte soutient une thèse de doctorat à l'Université libre de Bruxelles en 1999, intitulée : « La chair du Verbe : l'Image, le Texte et l'Écrit dans les évangéliaires insulaires (VIIe – IXe siècles) » sous la direction d'Alain Dierkens.
Elle fait de la recherche de 2000 à 2004 au Fonds National de la Recherche Scientifique (FNRS).
Par la suite, elle devient scénariste de documentaires et de fictions.
Elle est mariée avec Sylvestre Sbille ; le couple a eu deux enfants.

## Œuvres
- Today we live : roman, Paris, Le Cherche midi, 2015, 237 p. (ISBN 978-2-7491-4434-4).

Prix Historia
Prix Edmée-de-La-Rochefoucauld
Prix des lycéens de littérature
Prix Palissy  en 2016
- De profundis : roman, Paris, Le Cherche midi, 2016, 285 p. (ISBN 978-2-7491-5104-5), publié en poche au Livre de Poche.
- Loup et les hommes : roman, Paris, Le Cherche midi, 2018, 603 p. (ISBN 978-2-7491-5811-2).

- D'innombrables soleils, Le cherche midi, 2019   (ISBN 9782749162263)
- Rompre les digues, éditions  Philippe Rey, 2021  (ISBN 9782848768663)
- Les Reines, Le cherche midi, 544p. 2022  (ISBN 9782353482313)
- Flamboyant crépuscule d'une vieille conformiste, Le cherche midi, 149p., 2024  (ISBN 978-2-7491-7718-2)

## Romans

### Today we live
Son premier roman, Today we live est l'histoire d'une enfant juive pendant la Seconde Guerre mondiale. Lors de la Bataille des Ardennes, la panique gagne les habitants. Croyant bien faire, un curé confie la fillette à un soldat américain, qui se révèle être un soldat SS chargé d'infiltrer les Alliés pour désorganiser les troupes dans le cadre de l'opération Greif. Au lieu d'abattre l'enfant, ce dernier fuit avec elle. Dans ce roman comme dans les suivants, « Emmanuelle Pirotte impose une voix, un ton, un regard dans les zones grises, loin des logiques du Bien et du Mal. ».
Lors d'une interview donnée à la librairie Mollat en 2016, Emmanuelle Pirotte raconte que Today we live est à l'origine le fruit d'un travail à quatre mains avec Sylvestre Sbille. Elle et lui ont grandi dans des familles liées à la résistance ou à des enfants cachés pendant la guerre et « étaient hantés par ces histoires ». Ils écrivent ensemble un scénario. Celui-ci tardant à devenir un film, Emmanuelle Pirotte – encore habitée par les personnages – décide d'en faire un roman.
Today we live, est publié en septembre 2015 par Pierre Drachline aux éditions Le Cherche midi. Il a été traduit en quinze langues et a remporté le prix Historia, le Prix Edmée-de-La-Rochefoucauld et le Prix des lycéens de littérature. Today we live a été l'objet de la première apparition télévisuelle de l'auteur, sur le plateau de La Grande Librairie, en 2015.

### De profundis
Roman d'anticipation, De profundis prend place dans un monde ravagé par Ebola III. Roxanne fuit Bruxelles – livrée aux fanatiques, aux maraudeurs et aux drogués – pour la maison de son enfance, dans un hameau isolé. Elle espère trouver refuge avec Stella, l'enfant qu'elle avait abandonnée des années plus tôt ; le père de l'enfant est mort, leur survie à toutes les deux est désormais sa responsabilité. « À la vision apocalyptique fantasmée du début se substitue une aura fantastique nimbée de mystère qui donne au roman des allures de fable et tient l'effroi à distance. »

### Loup et les hommes
Loup et les hommes « est un voyage, à la fois géographique et intérieur pour chaque personnage, entre le vieux et le Nouveau Monde. » Un vieux marquis déchu espère trouver la rédemption avant la fin de ses jours. Pour cela, il embarque pour un voyage aux confins de l'Iroquoisie, à la recherche de son frère envoyé aux galères par sa faute vingt ans auparavant. Là-bas, Armand de Canilhac vivra les plus folles aventures de sa vie, à la merci des colons et des Iroquois. « Entre ténèbres et lumières (...) Emmanuelle Pirotte honore les beautés de la Nature, scrute le maelstrom des sentiments, révèle les identités multiples et l'opacité des êtres. »
Loup et les hommes est salué par ses lecteurs tant pour « sa documentation irréprochable » sur le xviie siècle, le Nouveau Monde, les Iroquois et leur rituels, que pour ses qualités romanesques.